# 1Time
1Time was van 2004 tot 2012 een lagekostenluchtvaartmaatschappij gevestigd in Johannesburg, Zuid-Afrika. De hoofdbasis is gevestigd in OR Tambo International Airport, in Johannesburg, met andere vestigingen op Durban International Airport, East London Airport en Cape Town International Airport.
De naam van het bedrijf, "one time!", is een Zuid-Afrikaanse uitdrukking voor "echt waar!".
Het bedrijf vroeg in november 2012 het faillissement aan.